# Leonardit

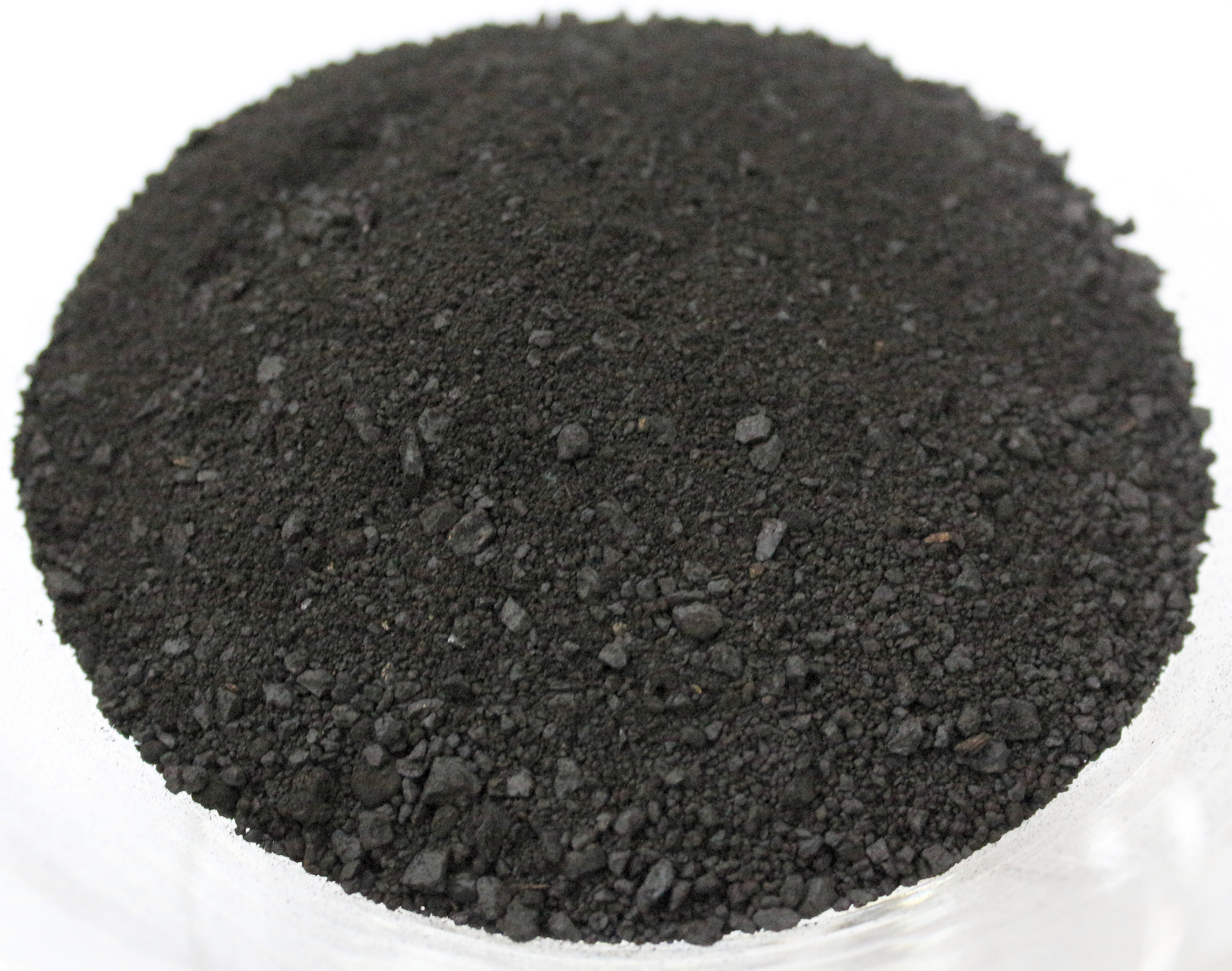
Leonarditprobe

Leonardit ist ein weiches, wachsartig glänzendes und durchscheinendes Mineraloid, das sich leicht in Laugen lösen lässt. Als Oxidationsprodukt von Lignit befindet es sich in oberflächennahen Braunkohleschichten.
Leonardit ist reich an Huminsäuren (bis zu 90 %) und wird als Bodenverbesserer, zur Sanierung kontaminierter Böden und als Hilfsmittel in der Bohrindustrie verwendet. Leonardit wurde nach A. G. Leonard benannt, dem Leiter der North Dakota Geological Survey, zur Würdigung seiner Arbeit auf dem Gebiet.

## Entstehung
Leonardit ist ein Beifund des oberflächennahen Braunkohle-Abbaus. Man nimmt an, dass Leonardit durch die Oxidation von Lignit entsteht. Diese Vermutung lässt sich durch vergleichende chemische Analysen von Leonardit und Lignit stützen.

## Vorkommen
Erstmals erwähnt wurde Leonardite von der North Dakota Geological Survey – als Beifund nahezu aller Braunkohle-Vorkommen des Staates North Dakota. Darüber hinaus fand Leonardit weltweite Erwähnung bei der Förderung von Lignit und Glanzbraunkohle wie beispielsweise in Alberta (Kanada), in Achlada und Zeli (Griechenland), in der Türkei und in Australien.

## Verwendung

### Bodenverbesserer
Leonardit wird verwendet, um Böden aufzubereiten. Dazu wird es entweder direkt in das Erdreich appliziert oder es wird eine weiterverarbeitete Huminsäure-Quelle ausgebracht. Sein Potential, darüber hinaus Kohlenstoff zu binden, besonders durch die beschleunigte Mikrobenentwicklung im Erdboden, schafft eine Basis für umfangreiche Forschungsarbeiten zum Thema Braunkohle als Bio-Düngemittel in Victoria (Australien).

### Sanierung verseuchter Böden
Leonardit kann direkt auf kontaminierte Böden aufgebracht werden, um beispielsweise die Aufnahme von Schwermetallen durch Nutzpflanzen zu reduzieren. Diese Wirkung wird noch verstärkt durch die Zugabe von Kompost.

### Zusatzstoff in der Bohrindustrie
Bei Bohrungen zur Erforschung und Gewinnung von Kohlenwasserstoff oder Erdwärme hat sich Leonardit als Zusatzstoff bewährt. Es verdünnt und stabilisiert die Bohrflüssigkeiten, hält ihre Temperaturen konstant und verhindert die Aushärtung des Kalkschlamms in Bereichen um die 150 °C. Erstmals verwendet wurde es während des Zweiten Weltkrieges, als der Zusatzstoff Quebracho Tannin schwer zu bekommen war.